# 慈雲院 (豊臣秀長室)
慈雲院（じうんいん、生没年不詳）は、戦国時代から江戸時代初期にかけての女性で、豊臣秀長の正妻。智雲院（ちうんいん）とも呼ばれる。

## 生涯

### 出自や名前など
慈雲院は豊臣秀長（羽柴秀長）の正妻と考えられる人物だが、出自ははっきりしない。実名についても不明である。
法名については、文化6年（1809年）成立の『森家先代実録』に智勝院（秀長の養女）の養母、すなわち秀長の正妻の名として「智雲院」とある。一方、天正19年（1591年）5月7日、高野山奥之院の豊臣家墓所に逆修造立された石塔の刻銘には「大納言殿北方」（秀長の正妻）として「慈雲院芳室紹慶」とあり、柴裕之や河内将芳は秀長の妻の法名としてこの名を挙げる。黒田基樹も、智雲院でなく「慈雲院殿」が正しいと述べる。
また、天正19年（1591年）11月から文禄元年（1592年）9月までに作られたとみられる『誓願寺奉加帳』に、秀長の菩提を弔い柱を奉加する「慈雲院殿」の名があり、大徳寺の住持・江月宗玩の著した『欠伸年譜草』には、天正20年（文禄元年、1592年）夏に「慈雲院殿芳室紹慶大禅定尼」の法名を与えられた人物がいるとの記述がある。
秀長との婚姻時期について、天正10年（1582年）に死去した子の与一郎が元服して仮名を名乗っていたことから、柴裕之は永禄10年（1567年）頃と推定する。黒田基樹は永禄9年（1566年）頃の婚姻と推定し、当時の秀長が織田信長の直臣と推測されることから、その婚姻相手の慈雲院も信長直臣の出との見方を示す。

### 大和入国後
天正13年（1585年）9月、秀長が大和国を与えられて郡山城（奈良県大和郡山市）に入ったのに伴い、「濃洲女中」が郡山に来た（『多聞院日記』）。「濃州」は美濃守を称した秀長のことであり、この「女中」が慈雲院であると考えられる。
天正14年（1586年）5月、大和に来た秀長の母・大政所と共に、慈雲院（「美濃殿御上さま」）は春日大社へと参詣した（『祐国記』）。この年の9月、慈雲院（「宰相殿女中」）は総勢「百四、五十人」の行列で春日大社に参詣している（『多聞院日記』）。この後、天正18年（1590年）に至るまで、慈雲院は大政所と共に度々春日大社に詣でている。
天正16年（1588年）9月、慈雲院は大和に来た徳川家康から綿500把を贈られており（『多聞院日記』）、また、上洛して羽柴秀吉に面会した毛利輝元が郡山城にやってきた際に紅糸100斤と銀子20枚を贈られている（『天正記』）。
天正17年（1589年）9月に、秀吉が諸大名の妻に3年間の在京を命じると、慈雲院も上洛した。同年11月、秀長の妹の南明院が病になったのを受けて、春日大社に病平癒の祈祷を依頼した（『御神事之記』）。
天正18年（1590年）4月以降は、重篤化した秀長の病平癒のための祈祷を度々指示している。また、天正18年6月、秀長の指示で鋳られた熊野山如意輪堂（那智山青岸渡寺、和歌山県那智勝浦町）の鰐口に書付が行われたが、その志趣書には「豊臣朝臣正二位大納言内公」として慈雲院の名がある（『多聞院日記』）。

### 秀長没後
天正19年（1591年）1月に秀長が死去し、その跡は養子の羽柴秀保が継いだ。秀長の死後、慈雲院は「大和大方様」と呼ばれ、法名を得てからは「しうんゐん様」（『駒井日記』）とも呼ばれた。
天正19年2月、千利休に連座して古渓宗陳ら大徳寺の僧が磔に処されそうになった際、慈雲院（「大納言殿後室」）は大政所と共に秀吉に働きかけ、刑を免れさせた（『北野社家日記』）。
文禄3年（1594年）3月、秀保が秀長の娘（生母は秀長の別妻の摂取院）と婚儀を挙げた。その際、慈雲院は郡山城に来た羽柴秀次・羽柴秀俊（小早川秀秋）と贈答を行っている。
文禄4年（1595年）4月に秀保は死去し、秀長家は断絶する。郡山領は増田長盛に与えられることになり、慈雲院やその家族は郡山城を去ったとみられるが、その後の居所は不明である。
慶長10年（1605年）頃、慈雲院（「大納言殿後室」）は大和国の4村（中之庄村・窪之庄村・山村・高樋、現在の奈良市および天理市の内）に合計2,000石を知行しており（『大和国著聞記』）、徳川幕府から知行を与えられていた。元和年間（1615–1624年）にはこれらの村が天領等になっていることから、川口素生はその頃までに慈雲院が没したとしている。

## 実子・養子
天正10年（1582年）の時点で早世していた秀長の嫡男・与一郎の生母は慈雲院と考えられる。
与一郎と婚姻していた那古野因幡守の娘・岩（智勝院）は、与一郎の死後、秀長と慈雲院の養女となった。その後、文禄3年（1594年）に森忠政に嫁ぎ、慶長12年（1607年）に死去した。
生母不明の秀長の娘・おきく（大善院）は、秀長の正妻である慈雲院が養母になったと考えられる。おきくは文禄4年（1595年）に毛利秀元に嫁いだ。
三好吉房の子である羽柴秀保は、天正16年（1588年）に秀長・慈雲院夫妻の養子となった。秀保の母（養母）の瑞竜院殿は秀長の姉であり、秀保は秀長の甥に当たる。秀保は秀長と摂取院の間に生まれた娘と婚姻し、秀長の死後家督を継ぐが、秀保は文禄4年（1595年）に死去して、秀長家は途絶えた。また、秀保の妻となった娘は秀保との婚姻に際して、秀長の正妻である慈雲院と養子縁組したとみられる。
この他、秀長の養子だった人物として藤堂高吉がいる。実父は丹羽長秀。高吉は与一郎死後の天正10年に秀長の養子となったが、秀保が秀長の養子に迎え入れられると、秀長の重臣である藤堂高虎の養子となった。

## 登場作品
- 『おんな太閤記』（1981年、NHK大河ドラマ、演：田中好子〈しの 役〉）
- 『江〜姫たちの戦国〜』（2011年、NHK大河ドラマ、演：柴垣亜希〈秀長の妻 役〉）
- 『豊臣兄弟!』（2026年予定、NHK大河ドラマ、演：吉岡里帆〈慶 役〉）